# جريمة عيد الميلاد (رواية)
جريمة عيد الميلاد أوعيد ميلاد هيركيول بوارو أو جريمة العيد (بالإنجليزية: Hercule Poirot's Christmas) هي رواية أدبٍ بوليسي للكاتبة أغاثا كريستي، أصدرتها لأول مرة دار نشر كولنز كرايم كلاب في 19 من ديسمبر من عام 1938 (على الرغم من أن تاريخ حقوق نشر الطبعة الأولى يعود إلى عام 1938). بيعَت النسخة بسبع شلنات وست بنسات.
نشرتها شركة دود، ميد أند كومباني في شهر فبراير من عام 1939 تحت عنوان جريمة عيد الميلاد (بالإنجليزية: Murder for Christmas). بيعَ الكتاب من هذا الإصدار مقابل دولارين أمريكيين. أصدرت دار نشر آفون بوكس طبعة ذات غلاف ورقي في عام 1947 وغيرت العنوان مجددًا إلى جريمة العيد (بالإنجليزية: A Holiday for Murder). تتضمن شخصيات الكتاب المحقق البلجيكي هيركيول بوارو وهو عبارة عن لغز غرفة مغلقة.
كانت جميع آراء النقاد في الفترة التي نُشِر فيها الكتاب إيجابيةً، التي أشارت إلى «ذكاء الفكرة برمتها»، وأن «بوارو لم يكن قط على هذا القدر من الذكاء». اعتبر آخرون هذه الرواية بأنها «أعظم كتابات كريستي» وقالوا: «إن القوانين لم توضع لأغاثا كريستي». حلل أحد النقاد الرواية إلى بعض التفاصيل، واعتبر أنها تحوي هي والروايات الأخيرة الكثير من الأنماط في الحبكة وشعر بأن بوارو يصبح «خبيرًا عديم اللون إلى حد كبير». كان رأي بارنارد مقتضبًا فقال إنها «رائعة الأدلة».

## ملخص الحبكة
يدعو المليونير الطاعن في السن سايمون لي عائلته بشكل غير متوقع للاجتماع في منزله في عيد الميلاد. قابل المدعوون تلك اللفتة بالشك. لا يُعرف عن سايمون عاطفته الدافئة تجاه العائلة، وليس أفراد العائلة على وفاق، وزاد الأمر سوءًا دعوته صاحب السجل الأسود في العائلة، ابنه هاري، ودعوته لحفيدته اليتيمة من الأب الاسباني، بيلار إسترافادوس، للعيش في منزله. لم يقابل أحد ابنة أختهم المتوفاة جينيفر من قبل، ويتبين أنها فتاة محبوبة. ينوي سايمون التلاعب بمشاعر عائلته بقسوة. يصل الضيف غير المتوقع، ستيفن فير، عشية عيد الميلاد. وهو ابن شريك سايمون السابق في مناجم الألماس، ويرحب به سايمون ترحيبًا كبيرًا. يدعو سايمون عائلته للاجتماع ذلك اليوم بعد الظهر للاستماع إلى مكالمته الهاتفية مع محاميه الشخصي، الذي قال له أنه يريد تعديل وصيته بعد عيد الميلاد. تثير تلك المعلومات غير المكتملة المشاعر السلبية لدى الأبناء وزوجاتهم.
يسمع العديد من الأشخاص صوت تحطم أثاث وصراخ قوي بعد العشاء في ليلة عيد الميلاد، ويهرعون إلى غرفة سايمون. عندما يصلون إلى الباب يجدونه مغلقًا ويُضطرون إلى كسره. يظهر في المكان أثاث ثقيل مقلوب رأسًا على عقب، وأوانٍ محطمة، وسايمون ميت، مذبوح عنقه، تحيط به بحيرة كبيرة من الدماء في مشهد مروع وصادم. كان مفوض الشرطة المحلية على باب البيت الرئيسي قبل أن يستطيع أحد الاتصال بالشرطة. يلاحظ المفوض ساغدن التقاط بيلار شيئًا ما عن الأرض. يصر أن تعطيه قطعة المطاط الصغيرة تلك وشيئًا صغيرًا مصنوعًا من الخشب.
يوضح ساغدن أنه وجوده في المنزل هو نتيجة تدبير مسبق أجراه الضحية، الذي أسرَّ إليه بسرقة كمية كبيرة من الألماس غير المصقول من خزنته. يرافق بوارو العقيد جونسون للتحقيق في الجريمة. تطرح الجريمة العديد من الأسئلة. كيف قُتِلَت الضحية في غرفة مُقفلة؟ وهل كانت الجريمة ذات صلة بسرقة الألماس؟ وماذا يعني وجود مثلث المطاط الصغير والوتد الذي لاحظتهما بيلار أولًا؟
تكشف تحقيقات بوارو طبيعة الضحية المنهجية والانتقامية والطريقة التي أثرت تلك الصفات على أبنائه، ويلاحظ أيضًا الصفات الشكلية. يتبين للمحققين أن جميع الأبناء وربما إحدى الزوجات هم مشتبه بهم محتملون. عندما يشير كبير الخدم إلى حيرته حيال هوية ضيوف المنزل، يُدرك بوارو أن أبناء سايمون من زوجته الأربعة ربما لا يكونون أبناءه الوحيدين الموجودين في المنزل. يجد بوارو الألماس غير المصقول مخلوطًا بحجارة للزينة مأخوذة من الحديقة الخارجية، ويستبعد ذلك دافع السرقة. يقرأ محامي العائلة وصية سايمون والذي يترك من خلالها نصف ثروته لابنه ألفريد الذي يشرف على أعماله، ويُوزع النصف الآخر على بقية الأبناء. تُترَك بيلار بذلك دون ورثة، نظرًا إلى وفاة والدتها منذ سنة وأن حفيدته ليست معنية على وجه التحديد. يوافق ألفريد ودايفيد وهاري على تجميع ورثتهم وإعطاء بيلار حصة فيها.

## الشخصيات
- هيركيول بوارو، محقق بلجيكي.
- الكولونيل جونسون، رئيس الشرطة المسئول عن التحقيق في القضية.
- المراقب ساغدين، الشرطي المحقق في القضية.
- سايمون لي، ميلونير طاعن في السن.
- الفريد لي، ابن سايمون ويقيم معه في منزله.
- ليديا لي، زوجة الفريد.
- جورج لي، ابن سايمون وعضو في البرلمان.
- ماغدلين لي، زوجة جورج.
- ديفيد لي، ابن سايمون وهو شديد التعلق بأمه الراحلة، علاقته جد متوترة مع والده.
- هيلدا لي، زوجة ديفيد.
- هاري لي، ابن سايمون، قضى حياته متنقلا حول العام من بلد لآخر.
- بيلار استرافادوس، حفيدة سايمون الوحيدة من ابنته المتوفاة جانت، تعيش في إسبانيا.
- ستفين فار، ابن شريك سايمون لي.
- هوربوري، الخادم الخاص لسايمون لي.
- تريسيليان، رئيس الخدم.
- والتر، خادم في المنزل.

## الاقتباس
تم تحويل الرواية إلى إحدى حلقات مسلسل "اغاثا كريستي بوارو" عام 1994 من بطولة ديفيد سوشي بدور هيركيول بوارو، مع بعض التعديلات في الشخصيات والأحداث.

## العناوين العالمية
تم الحفاظ على العنوان الأصلي أو ما يقابله في أغلب الترجمات، مع تغييره في ترجمات أخرى مثل: «الله يمهل ولا يهمل» في الترجمة النرويجية، «عيد ميلاد مأساوي» في الترجمة الإسبانية، «جريمة قتل في عيد الميلاد» في الترجمة التركية.
جريمة عائلية - دار ميوزيك للطبع والنشر، ترجمة عمر عبد العزيز أمين

## وصلات خارجية
- معلومات حول الرواية في الموقع الرسمي لأغاثا كريستي (باللغة الإنجليزية).
- معلومات حول حلقة مسلسل «اغاثا كريستي بوارو» المقتبسة من الرواية (باللغة الإنجليزية).
- معلومات حول الرواية في الموقع الرسمي لدار الأجيال (باللغة العربية).